# Ліор Мор
Ліор Мор (нар. 29 лютого 1976) — колишній ізраїльський тенісист.
Найвищу одиночну позицію світового рейтингу — 171 місце досяг 7 червня 1999, парну — 164 місце — 19 червня 2000 року.

## Титули на челленджерах

### Одиночний розряд: (2)
| Ранг | Рік  | Турнір            | Покриття | Суперник           | Рахунок       |
| ---- | ---- | ----------------- | -------- | ------------------ | ------------- |
| 1.   | 1999 | Єрусалим, Ізраїль | Тверде   | Невілл Годвін      | 7–5, 5–7, 6–2 |
| 2.   | 2000 | Денвер, США       | Тверде   | Алехандро Ернандес | 6–3, 6–4      |

### Парний розряд: (3)
| Ранг | Рік  | Турнір                     | Покриття | Партнер        | Суперники                    | Рахунок       |
| ---- | ---- | -------------------------- | -------- | -------------- | ---------------------------- | ------------- |
| 1.   | 1996 | Манчестер, Велика Британія | Трава    | Максим Мирний  | Дік Норман Фернон Вібір      | 7–5, 7–6      |
| 2.   | 2000 | Фергана, Узбекистан        | Тверде   | Джонатан Ерліх | Даніел Мело Алешандре Сімоні | 6–4, 6–0      |
| 3.   | 2000 | Денвер, США                | Тверде   | Джонатан Ерліх | Ноам Бер Енді Рам            | 6–4, 5–7, 6–2 |